# Железопътна линия Симеоновград – Нова Загора
Железопътната линия Симеоновград – Нова Загора е железопътна линия с междурелсие 1435 mm, разположена в югоизточна България – област Хасково, област Стара Загора и област Сливен.

## История
След предаването в експлоатация на железопътната линия Цариград – Белово строителството на линията към София и Белград е спряно. Дадено е предимство на строежа на железопътната линия Търново Сеймен – Нова Загора – Ямбол. Това е успех на английското влияние върху политиката на Османската империя земи и внушенията за война с Русия. Внушенията се състоят в свързаната с това необходимост от бърза дислокация и придвижване на войски при евентуална война. Стратегическата цел е чрез тази линия да се свърже Одрин с Шумен и с железопътната линия Русе – Варна. Така започва проучването и подготовката за строеж на линията от Търново Сеймен до Ямбол. Продължението на линията от Ямбол за Шумен се отлага първоначално, а по-късно и изоставено напълно.
Строителството на линията Търново Сеймен – Ямбол започва през 1873 г. Към средата на 1874 г. са готови отделни участъци, а цялата е завършена до края на 1874 г. На 22 януари 1875 г. е въведена в редовна експлоатация. Тя се предава на Компанията на Източните железници, собственост на Барон Хирш, която вече експлоатира линиите Цариград – Белово и Русе – Варна. С последната общата дължина на линиите под управлението на компанията е 891 km, от които 533 km са на сегашната територия на България.
Железопътната линия Търново Сеймен – Нова Загора – Ямбол е построена с минимален радиус на кривите 300 m и максимален наклон 25 ‰, с релси тип „СО“ (34 kg/m), с дължина 6,54 m.

## В наши дни
Слабото товаронапрежение по нашите железопътни линии в миналото е причина някои от положените при постройката релси да се запазят в експлоатация почти цял век. Релсите тип „СО“ по линията, положени през 1873 – 1874 г., са сменени едва през 1958 – 1959 г. Максималните скорости на движение са около 40 – 50 km/h. Траверсите тогава се изработвали предимно от неимпрегнирана дървесина, с размери близки до съвременните. Гъстотата на полагане се допускала да е с разстояние между тях до 1 m. На много места линиите са строени с баластово легло от речна баластра.
В края на 50-те години поради увеличеното движение и осовото натоварване във връзка с разработването на енергийния комплекс „Марица изток“ релсите са подменени с тип „Р 49“ с дължина 25 m, положени върху струнобетонни траверси.
През 90-те години намалява броят на превозените пътници и пътническото движение през 2002 г. След това е възстановено за кратък период през 2019, но повторно спряно през 2020 г. Електрифицирана между 2019 и 2021 г.

## Технически съоръжения по железопътната линия

### Гари
| име на гарата         | приемно-отправни коловози (ПОК) | приемно-отправни коловози (ПОК) | приемно-отправни коловози (ПОК) | осигурителна инсталация |
| име на гарата         | брой ПОК                        | максимална полезна дължина      | минимална полезна дължина       | осигурителна инсталация |
| --------------------- | ------------------------------- | ------------------------------- | ------------------------------- | ----------------------- |
| Симеоновград          | 4                               | 682                             | 440                             | МКЦ                     |
| Гълъбово              | 2                               | 390                             | 390                             | РУКЗ                    |
| Любеново предавателна | 5                               | 621                             | 491                             | РУКЗ                    |
| Раднево               | 3                               | 860                             | 715                             | РУКЗ                    |
| Нова Загора           | 8                               | 756                             | 506                             | МРЦ                     |

### Мостове
| междугарие                | намира се на km | обща дължина, m | изграден от  | препятствие          |
| ------------------------- | --------------- | --------------- | ------------ | -------------------- |
| Симеоновград – Гълъбово   | 0+690           | 284,00          | стоманобетон | р. Марица и авт. път |
| Симеоновград – Гълъбово   | 8+690           | 19,70           | стомана      | дере                 |
| Гълъбово – Любеново пред. | 22+985          | 23,40           | стомана      | дере                 |
| Любеново пред. – Раднево  | 25+462          | 10,00           | стоманобетон | черен път и поток    |
| Любеново пред. – Раднево  | 26+006          | 14,40           | стоманобетон | река                 |
| Любеново пред. – Раднево  | 30+313          | 18,00           | стоманобетон | река                 |
| Любеново пред. – Раднево  | 35+525          | 9,40            | стоманобетон | дере                 |
| Любеново пред. – Раднево  | 36+383          | 34,00           | стомана      | р. Сазлийка          |
| Раднево – Нова Загора     | 45+825          | 13,70           | стомана      | дере                 |
| Раднево – Нова Загора     | 60+680          | 17,70           | стомана      | река                 |

### Максимално допустими скорости (към 29.05.2022 г.)
| от гара               | до гара               | скорост |
| --------------------- | --------------------- | ------- |
| Симеоновград          | km 1+684              | 55      |
| km 1+684              | Любеново предавателна | 60      |
| Любеново предавателна | Раднево               | 60      |
| Раднево               | Нова Загора           | 60      |